# Все життя перед її очима
«Все життя перед її очима» (англ. The Life Before Her Eyes) — американський трилер режисера Вадима Перельмана, знятий у 2007 році. Сценарій був адаптований Еміль Штерн з однойменного роману Лори Касічке.

## Сюжет
Даяна (Еван Рейчел Вуд) не може дочекатися свого дорослого життя, щоб почати «нормально жити». В очікуванні закінчення старшої школи Даяна проводить час, займаючись сексом і вживаючи наркотики разом з консервативнішою подругою Морін (Ева Амуррі). Одного разу вони опиняються в школі «Колумбайн» під час нападу на неї двох озброєних підлітків. До туалету, де знаходяться подруги, вривається озброєний учень Майкл Патрік і дає їм вибір, питаючи, кого з них мають вбити, і Даяна та Морін змушені зробити дуже важкий вибір.
Після цього сюжет переходить на 15 років вперед у доросле життя Даяни (Ума Турман). Вона веде нормальний спосіб життя, є університетською професоркою історії мистецтва. Має дочку Емму і одружена з професором.
Одного разу вона отримує дзвінок зі школи Емми, бо черниці, які керують школою, скаржаться на її поведінку. Пізніше, в кафе, Даяна просить Емму не ховатися більше, як вона завжди робить. На це Емма відповідає, що Даяна ненавидить її. Залишивши кафе, вони збираються сісти в машину, але в цей момент Даяна бачить свого чоловіка з іншою жінкою. Вона починає йти до них, але на середині вулиці потрапляє під машину. По дорозі до лікарні вона уявляє, що кров виходить з її тіла, проте насправді вона не постраждала в результаті аварії.
У день проведення в школі дня пам'яті з нагоди 15-ї річниці розстрілів, Даяна проїздить перед школою кілька разів, поки все ж наважується зупинитися і покласти квіти. Коли вона входить до школи, її запитують, чи є вона однією з постраждалих, Даяна не відповідає і просто заходить всередину. Там вона покладає квіти на деяких столах, а потім переходить до інших кімнат.
У цей момент вона отримує ще один дзвінок зі школи Емми, у якому їй кажуть, що дочка зникла. Даяні також сказали, що знайшли рожевий одяг Емми в лісі. Даяна їде туди і йде по лісу, викрикуючи ім'я дочки. Емма постає перед очима Даяни на кілька секунд, а потім знову зникає.
В цей момент сюжет повертається назад до школи, де Даяна і Морін повинні вирішити, котра з них повинна загинути. Морін запропонувала вбити себе, але стрілець запитав Даяну, чому він не повинен вбити її. Вона погоджується і просить вбити себе. Після пострілу Даяна вмирає. Із цього випливає, що все побачене раніше у фільмі є лише мрією про доросле життя - не доросла Діана згадує про Діану-школярку, а навпаки, Діана-школярка уявляє себе дорослою в ту мить, коли учень цілиться в неї з автомата.
В самому кінці фільму Даяну запитують, чи не хотіла би вона вижити, на що дівчина відповідає, що зробила правильний вибір, вмерши, і давши своїй подрузі прожити власним життям.

## У ролях
- Ума Турман — Даяна МакФі
- Еван Рейчел Вуд — молода Даяна МакФі
- Єва Амуррі — Морін
- Габріель Бреннан — Емма
- Бретт Каллен — Пол МакФі
- Адам Чанлер-Берат — Райан Хесвіп
- Оскар Айзек — Маркус
- Меггі Лейсі — Аманда
- Джуел Доногью — Мати
- Таннер Макс Коен — Нет Вітт
- Моллі Прайс — мати Даяни
- Джон Магаро — Майкл Патрік
- Ізабель Кітінг — мати Морін
- Наталі Полдінг — молода Аманда
- Майк Слейтер — молодий Том
- Джеймс Урбаняк — професор МакФі

## Критика
Фільм «Все життя перед її очима» отримав вцілому негативну реакцію. На 8 травня 2010 року, авторитетний сайт кінокритики Rotten Tomatoes дає дані, що лише 24 % критиків дало позитивні відгуки про фільм. Інший сайт критики Metacritic дає фільму середній бал 38 зі 100, на основі 25 відгуків.
Девід Нусейр з Reel Film Reviews, вказує що фільм має спільні риси з фільмом «Будинок з піску і туману» того ж режисера. Крім того, відмічає, що це амбітна робота і у фільмі добре показано, як акт насильства може визначити все життя, але фільм має складну структуру. Не зважаючи на це, гра Уми Турман і Еван Рейчел Вуд відзначена на високому рівні.
Майкл Рехтсхафен у журналі «The Hollywood Reporter» за 9 вересня 2007 року писав, що «цей фільм — тривожна суміш минулого і сьогодення, реальності і перспективи, що дає їжу для роздумів».
Джон Андерсон писав у журналі «Variety» за 17 вересня 2007 року, що фільм може здатися дивним більшій частині цільової аудиторії.
Українська критика не настільки негативна, зокрема сайт sumno.com дає такі відгуки про фільм: «Фільм чудовий. Попри, здавалось би, доволі банальну для Америки тему шкільного насильства, сценарій є добре продуманим, характери героїв чітко виписані і все це дуже добротно знято. Еван Рейчел Вуд в ролі молодої Діани дуже переконлива — харизма Уми Турман не відставила молоду акторку на другий план. Фільмові притаманна певна примітивність та зайва емоційність — в кадрах, де люди слухають лекцію Пола МакФі і в кадрах, де поліція рятує школярів, але американській стрічці це можна пробачити. В будь-якому разі, все це компенсується неперевершеною кінцівкою».

## Інформація
Фільм знімався у Нью-Гейвені і в деяких інших місцях штату Коннектикут. Його виробництво оцінюється в 13 мільйонів доларів США. Світова прем'єра відбулася 8 вересня 2007 року на кінофестивалі в Торонто з назвою In Bloom. 25 жовтня 2007 року фільм був продемонстрований на Chungmuro Classic Film Festival у Південній Кореї, а 10 листопада 2007 року на кінофестивалі Американського інституту кіномистецтва. 7 грудня 2007 фільм вийшов в окремих кінотеатрах у США, а з 18 квітня 2008 року став загальнодоступний в усіх кінотеатрах.
На обкладинці DVD, можна побачити, що у воді відображення молодої Даяни, хоча над водою знаходиться доросла.

## Гасла
- «Your life can change in an instant. That instant can last forever»
«Ваше життя може змінитися в одну мить. Момент може тривати все життя»
- «Diana's life is not what it seems»
«Життя Діани не те, чим здається»